# Grosken
Grosken är en sjö i Ulricehamns kommun i Västergötland och ingår i Göta älvs huvudavrinningsområde. Sjön är 2,1 meter djup, har en yta på 0,383 kvadratkilometer och är belägen 221 meter över havet. Sjön avvattnas av vattendraget Lidan.

## Delavrinningsområde
Grosken ingår i det delavrinningsområde (643441-135082) som SMHI kallar för Ovan Lidan. Avrinningsområdets medelhöjd är 215 meter över havet och ytan är 42,64 kvadratkilometer. Det finns inga delavrinningsområden uppströms utan avrinningsområdet är högsta punkten. Lidan som avvattnar avrinningsområdet har biflödesordning 3, vilket innebär att vattnet flödar genom totalt 3 vattendrag innan det når havet efter 279 kilometer. Avrinningsområdet består mestadels av skog (53 procent), öppen mark (11 procent) och jordbruk (25 procent). Avrinningsområdet har 0,38 kvadratkilometer vattenytor vilket ger det en sjöprocent på 0,9 procent.